# Acícula

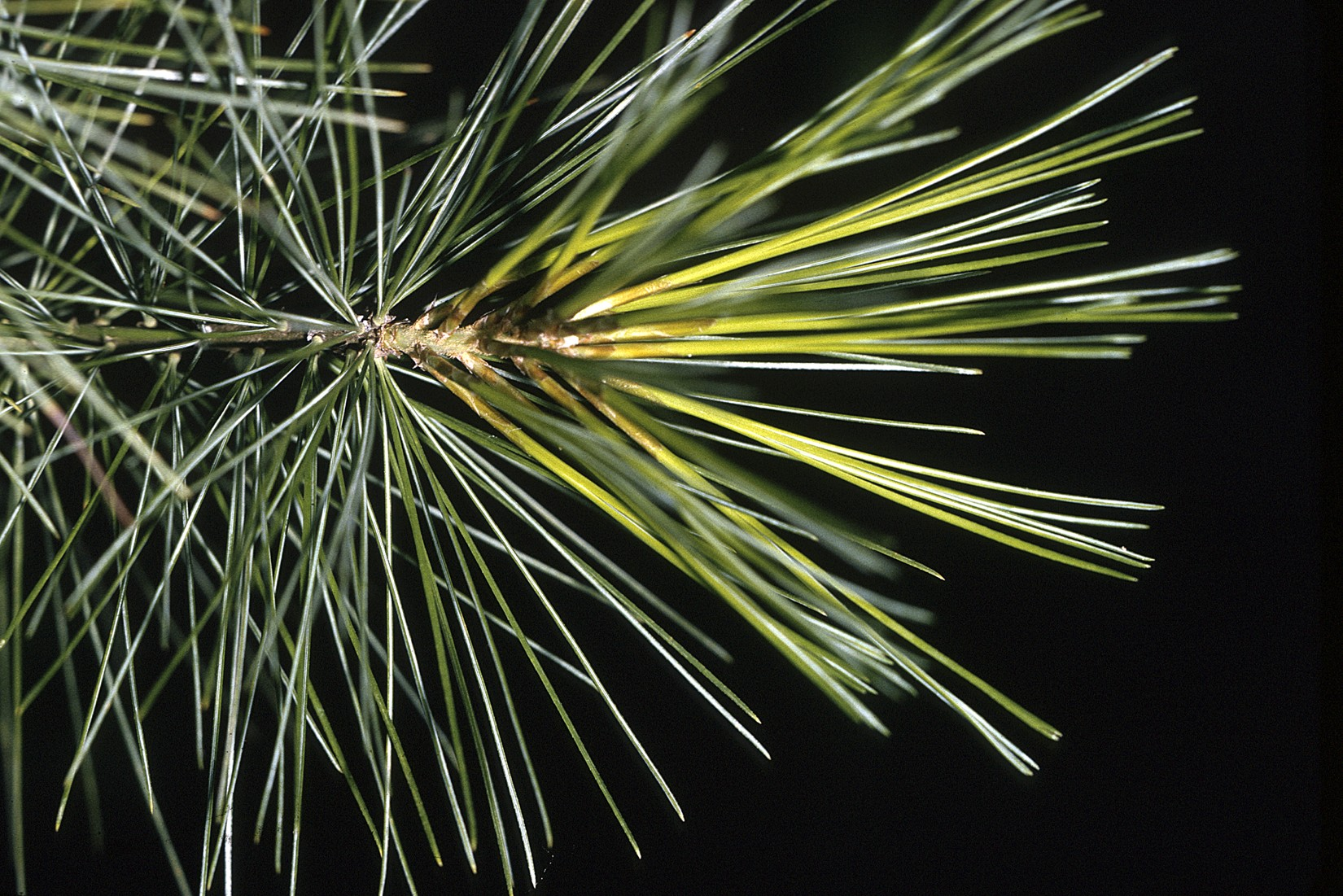
Hojas aciculares de pino.

Acícula (del latín vulgar acūcŭla, diminutivo de acūs aguja) es el término empleado en botánica para designar aguijones finos y delicados que no son hirientes. En algunas regiones recibe el nombre de pinocha. Por extensión, los órganos aciculares son aquellos con forma larga y fina, muy especialmente las hojas de los pinos. También tienen forma acicular las hojas coloquialmente llamadas cebollinas, a las que también se llama simplemente «acículas».
En otras disciplinas como la zoología o la mineralogía también se usa este término, haciendo referencia siempre a órganos u otros elementos largos, finos y puntiagudos.